# Gobabis
Gobabis una ciudad del oeste de Namibia, capital regional de Omaheke y del distrito electoral de Gogabis. Se encuentra situada a 200 kilómetros (124 millas) al final de la autopista B6 de Windoek a Botsuana. La ciudad está a 110 kilómetros (68 millas) del puesto de frontera de Buitepos con Botsuana, y sirve como vínculo importante con Sudáfrica en la carretera de Trans-Kalahari. Gobabis está en el corazón de la zona ganadera, y es considerada la capital del este y también conocida como "el Pequeño Texas" de Namibia. De hecho Gobabis está tan orgulloso de su ganadería que una estatua de un gran toro con la inscripción «Bienvenidos a la Tierra del Ganado» saluda a los visitantes de la ciudad. Gobabis limita con el Desierto de Kalahari, y es tradicionalmente la tierra del pueblo Herero.
Como muchas otras ciudades en Namibia, Gobabis se desarrolló alrededor de una misión (Gobabis significa "lugar de discusión" en la lengua Nama), fundada en 1856 por Friederich Eggert de la Sociedad de Misionero Renana. En la última mitad de los años 1800 y principios de los años 1900 varios conflictos se desataron entre los Mbanderu y los Khauas Khoikhoi, así como entre los pobladores y la gente indígena. Gobabis está en un área donde los Herero y los Nama lucharon en guerras los unos contra los otros. El distrito Gobabis fue proclamado por las autoridades alemanas en febrero de 1894 y en junio el año siguiente Gobabis fue ocupado por una guarnición alemana. En tanto la fortaleza militar, construida entre 1896-1897, ha desaparecido hace mucho, uno de los pocos edificios que se remontan a aquella época es el hospital de campaña, o Lazarette, que ha sido declarado monumento nacional.
Gobabis sigue creciendo como ciudad debido a las mercaderías que se transportan de las minas de Botsuana sin salida al mar al puerto namibio de Walvis Bay, y además por bienes de consumo importados a Namibia de Johannesburgo en Sudáfrica.

## Política
Gobabis es gobernada por un gobierno municipal, actualmente con siete asientos.

## Ciudades hermanadas
- Drachten
- Smallingerland